# Сильва, Массимо
Массимо Сильва (итал. Massimo Silva; 24 августа, 1951, Пинароло-По, Италия) — итальянский футболист и тренер.

## Карьера
Воспитанник «Интернационале». Выступал на позиции нападающего. Несколько лет принадлежал родному клубу, но на правах аренды Сильва играл за другие коллективы. Наивысшего достижения форвард добился в «Милане», в составе которого он стал обладателем Кубка Италии. Всего в Серии А провел 95 матчей, в которых забил 16 голов.
После завершения карьеры, Сильва стал тренером. В основном он работал с командами из низших лиг. Наибольших успехов в качестве наставника он добился с «Асколи». В 2005 году его команда заняла шестое место в Серии В, и проиграв в плей-офф, готовилась к следующему сезону в Серии В. Но летом в результате Моджигейта и изгнания «Ювентуса» в Серию В, «Асколи» неожиданно получил путевку в Серию А. В элите под руководством Сильвы клуб отыграл один сезон и по его результатам он сумел сохранить в нём прописку на следующий сезон. С 2011 по 2013 год во второй раз возглавлял «Асколи».
По ходу 2020 года Сильва дважды приходил на должность главного тренера клуба Серии D «Вастезе». В первый раз он сменил у руля команды известного в прошлом итальянского вратаря Марко Амелию.

## Достижения
- Обладатель Кубка Италии: 1976/77